# Brushfire Records
La Brushfire Records è una casa discografica statunitense, fondata dal cantautore e cantante hawaiano Jack Johnson nel 2002. Nata inizialmente come casa cinematografica, per volere di Johnson e della moglie cominciò nel 2003 a curare l'uscita di vari progetti discografici. Allo stato attuale (2007), gli artisti i cui diritti appartengono alla Brushfire Records sono:
- Animal Liberation Orchestra
- Donavon Frankenreiter (2002-2006)
- G. Love & Special Sauce
- Jack Johnson
- Mason Jennings
- Matt Costa
- Money Mark
- Neil Halstead
- Rogue Wave
- Zach Gill
- Zee Avi

## Film e colonne sonore
- Thicker Than Water (film) (2000)
- September Sessions (2002)
- Sprout (2005)
- A Brokedown Melody (2006)
- Sing-A-Longs and Lullabies for the Film Curious George (2006)
- This Warm December: A Brushfire Holiday, Vol. 1 (2008)